# George W. Hunter
George William Hunter MBE (chinesisch 胡进洁, Pinyin Hú Jìnjié; * 31. Juli 1861 in Kincardineshire, Schottland; † 20. Dezember 1946 in Zhangye (Kanchow), Gansu, China) war ein schottischer protestantischer Missionar der China-Inland-Mission. Er wirkte im Inneren Chinas, vor allem in Xinjiang.

## Leben

### Jugend
Hunter wurde in Kincardineshire geboren und wuchs in Deeside auf. Als kleiner Junge verlor er seine Mutter. Seine erste Liebe, Jessie, starb im Alter von 22 Jahren und wurde in Aberdeen beigesetzt. Bald darauf bewarb er sich für die Mission im Ausland, woraufhin er zunächst auf Missionsarbeit in der Heimat beim CVJM und anderen Organisationen betrieb. Schließlich wurde seine zweite Bewerbung bei der China Inland Mission angenommen.

### Erste Jahre in China
Hunter kam 1889 in China an. Zwei Jahre lang lernte er Chinesisch in Anqing und wurde dann an eine Missionsstation in Gansu gesandt. Während des Sprachstudiums fasste er den Entschluss, nicht zu heiraten, um ausschließlich Gott zu dienen. Obwohl er gerne mit seinen Kollegen zusammenarbeitete, waren ihm die Regeln und festen Zeiten in der Station lästig. Daher ging er häufig auf Wanderungen und besuchte unter anderem Hochow, Sining, Ningxia und Liangchow. Auf diesen Reisen lernte er, wie er am besten mit Muslimen und Tibetern über das Evangelium sprechen konnte.
Während des Boxeraufstandes sorgte der Gouverneur von Gansu dafür, dass die Missionare China sicher verlassen konnten. Hunter machte in dieser Zeit seinen einzigen Heimaturlaub, bei dem er das Grab von Jessie besuchte, auf dem er ein Granitherz ablegen ließ, weil die Familie nicht erlaubte, dass er einen Grabstein setzte.
Am 24. Februar 1902 reiste er auf der S.S. König Albert ein zweites Mal nach China und kehrte zurück nach Lanchow.

### Xinjiang und Gansu
Am 27. März 1906 reiste er nach Ürümqi (Tihwafu) in Xinjiang. In den folgenden 40 Jahren war er fast immer auf Reisen. Er wanderte durch Xinjiang und kam sogar bis nach Khovd in der Mongolei. Auf seinen Reisen predigte er in Kasachisch, Uigurisch, Mandschu, Mongolisch, Nogai, Arabisch und Chinesisch und verteilte währenddessen Traktate in diesen Sprachen. Darüber hinaus besuchte er auch Siedlungen der White émigrés (russischen Emigranten) die sich in Gulja (Yining) niedergelassen hatten.
Hunter beobachtete, dass Tungan-Muslime (Hui-Chinesen) fast nie ihre Töchter in die Prostitution zwangen, während Turki-Muslime (Uiguren) ihre Töchter oft verkauften. Daher waren die Prostituierten im Land meist Turkis.
Unter Sheng Shicai wurde Hunter unter falschen Anschuldigungen festgenommen und in einem sowjetischen Gefängnis in Ürümqi dreizehn Monate lang festgehalten und gefoltert. Als er entlassen und verbannt wurde, begab er sich nach Lanzhou, Gansu, und später weiter nach Westen, nach Kanchow, in der Hoffnung, bald zurückzukehren.

## Übersetzungen
Hunter übersetzte die Evangelien Matthäus, Markus, Lukas, Johannes, sowie die Apostelgeschichte des Lukas und die Genesis ins Kasachische. Darüber hinaus übersetzte er The Pilgrim’s Progress, Markus, Apostelgeschichte, 1. Samuel sowie fünfundzwanzig Kapitel der Genesis ins Uigurische und Markus ins Nogai.
Er veröffentlichte eine Sammlung kasachischer, zatarischer, usbekischer, uigurischer, aserbaidschanischer, kirgisischer, türkischer und Astrachan-Türkischer Literatur mit eigenen Übersetzungen ins Englische und verfasste auch eine Übersetzung der Geschichten der Propheten aus dem Uigurischen und veröffentlichte sie in einer zweisprachigen Ausgabe.